# Южный Склон
Ю́жный Склон — посёлок в Темрюкском районе Краснодарского края.
Входит в состав Темрюкского городского поселения.

## История
Посёлок Южный Склон зарегистрирован 31 мая 1978 года.

## Население
| 2002 | 2010 |
| ---- | ---- |
| 192  | ↘182 |

## Улицы
В посёлке имеется одна улица — Тимирязева.